# Asisat Oshoala
Asisat Lamina Oshoala (Ikorodu, 1994. október 9. –) Afrikai nemzetek kupája-győztes nigériai női válogatott labdarúgó, a Barcelona támadója.
Négy alkalommal nyerte el az Év afrikai női labdarúgójának járó díját.

## Sikerei, díjai

### Klubcsapatokban
Spanyol bajnok (3):
- Barcelona (3): 2019–20, 2020–21, 2021–22

 Spanyol kupagyőztes (2):
- Barcelona (2): 2020, 2021

 Spanyol szuperkupa-győztes (2):
- Barcelona (2): 2020, 2022

 Kínai bajnok (2):
- Talian Csüancsien (2): 2017, 2018

 Angol kupagyőztes (1):
- Arsenal (1): 2016

 Nigériai bajnok (1):
- Rivers Angels (1): 2014

 Nigériai kupagyőztes (2):
- Rivers Angels (2): 2013, 2014

Bajnokok Ligája győztes (2):
- Barcelona (2): 2020–21, 2022–23

Bajnokok Ligája döntős (2):
- Barcelona (2): 2018–19, 2021–22

### A válogatottban
Nigéria
- Afrikai nemzetek kupája-győztes (2): 2016, 2018
- U20-as világbajnoki ezüstérmes (1): 2014
- Török-kupa győztes (1): 2021

### Egyéni
- Az év női labdarúgója (BBC) (1): 2015
- Az év afrikai női labdarúgója (4): 2014,[2] 2016,[3] 2017,[4] 2019[5]
- Spanyol gólkirálynő (1): 2021–22 – (20 gól)[6]
- Kínai gólkirálynő (1): 2017 – (12 gól)